# 宇野あゆみ
宇野 あゆみ（うの あゆみ、1987年5月18日 - ）は、日本の元子役、女優、声優。
東京都出身。WHOOPEEに所属していた。父はフリーアナウンサーの宇野和男。妹は女優の宇野なおみ。

## 出演作品

### テレビドラマ
- 大好き!五つ子Go!!（斎藤結衣）
- はぐれ刑事純情派
- ファイト
- 茂七の事件簿3 ふしぎ草紙「鬼は外」(2003年7月25日、NHK) - お花 役
- 柳橋慕情

### 映画
- ウルトラマンコスモス THE FIRST CONTACT（川瀬マリ）
- ウルトラマンコスモス2 THE BLUE PLANET ムサシ(13才)少年編（川瀬マリ（13歳））
- 学校の怪談（メリーさんの声）
- 千の風になって
- 宮澤賢治 その愛

### テレビアニメ
- MASTERキートン（第3話：フローラ）
- 名犬ラッシー

### 劇場版アニメ
- バグズ・ライフ

### 吹き替え
- アニマルレスキューキッズ（フロ好きのクマ）
- カーラの結婚宣言
- クッキ 〜菊熙〜
- シェルビーの事件ファイル
- ハリー・ポッターと謎のプリンス（ラベンダー・ブラウン[1]）
- 名探偵モンク
- ワーストウイッチ（シビル）

### ラジオドラマ
- FMシアター「娘達の庭」（まゆみ）

### 舞台
- おしん（少女時代の加代）
- がめつい奴（テコ）
- 放浪記（行商人の子）
- 細雪（悦子）